# Zoo humain
Ne pas confondre avec l'essai de Desmond Morris, Le Zoo humain (en), paru en 1969.

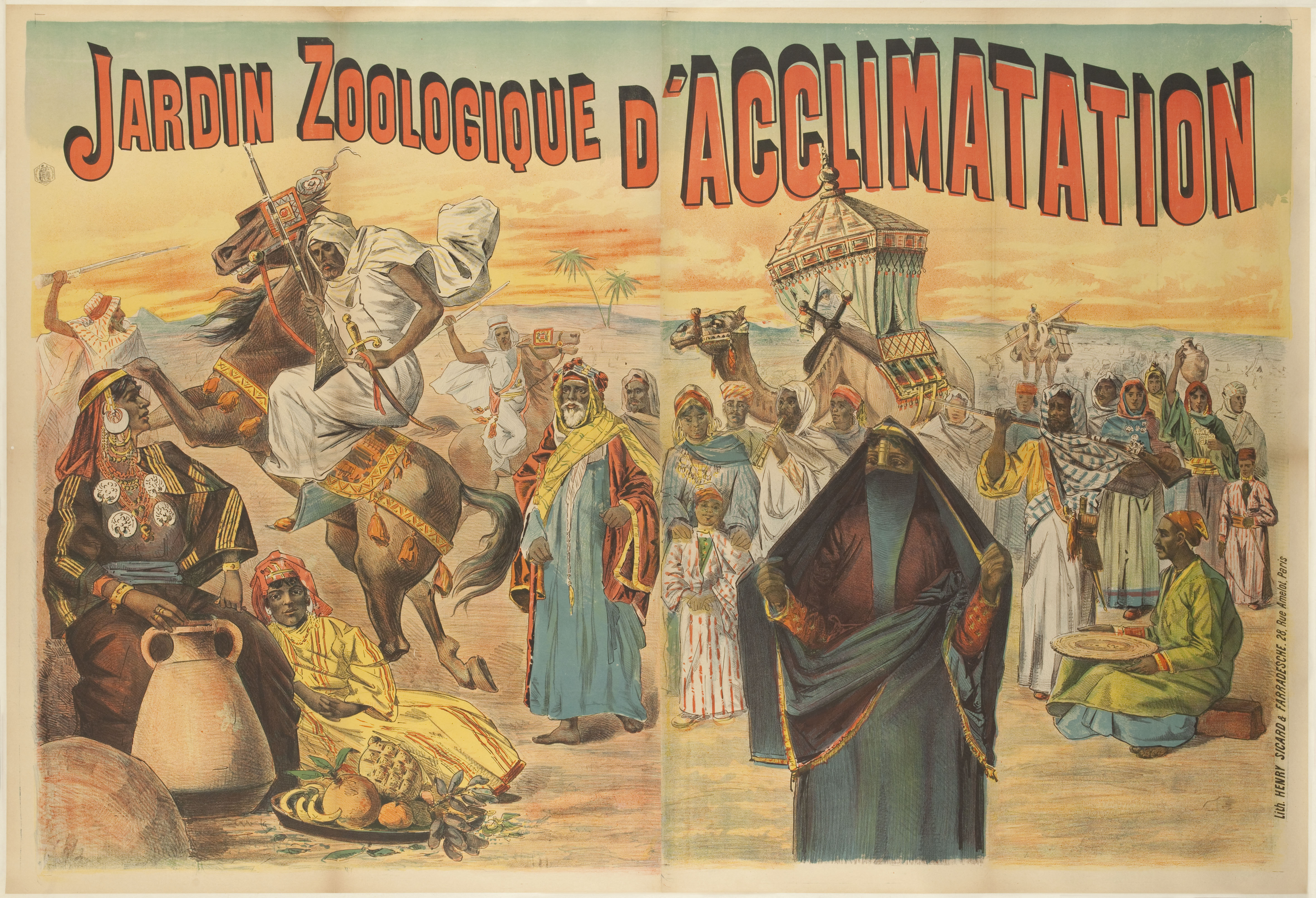
Publicité pour une exposition d'Égyptiens au Jardin zoologique d'acclimatation, vers 1891.

L'expression « zoo humain » apparaît au début des années 2000 pour décrire un phénomène qui a prévalu au temps des empires coloniaux (États-Unis inclus) jusqu'à la Seconde Guerre mondiale, et qui était présenté comme des expositions d'ethnographie coloniale ou des villages indigènes.

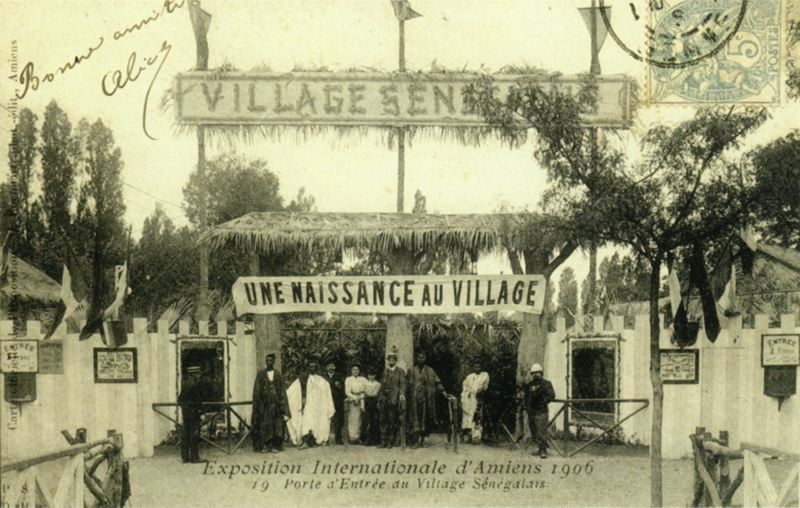
Le « village sénégalais » lors de l'Exposition internationale d'Amiens en 1906.

Sous prétexte d'information, les expositions coloniales, universelles et internationales ont été l'occasion de présenter aux publics des métropoles occidentales des échantillons de divers peuples non-occidentaux, chacun mis en situation dans un environnement souvent bien éloigné du mode de vie réel des acteurs.

## Terminologie
À l'époque où ces exhibitions étaient organisées, on les présentait comme des « expositions », « exhibitions » ou « spectacles » « ethnologiques », d'« ethnographie coloniale » présentant des villages typiques d'un pays ou d'une ethnie telle l'exhibition de l'« Afrique mystérieuse ». On les qualifiait souvent de « villages noirs », « nègres », ou « indigènes » ; on précisait parfois la nationalité (« village sénégalais », « soudanais », « ceylanais ») ou le groupe ethnique (« indien », « malabare ») présumé des personnes qui y étaient mises en scène.
Le terme « zoo humain » a été popularisé par la publication en 2002 de l'ouvrage Zoos humains. De la Vénus Hottentote aux reality shows, sous la direction de Nicolas Bancel, Pascal Blanchard, Gilles Boëtsch, Éric Deroo et Sandrine Lemaire, historiens français spécialistes du phénomène colonial.

### Controverse terminologique
Pour l'historien de l'anthropologie Claude Blanckaert, directeur de recherche au CNRS, le terme extrapolé de « zoo humain » n'est qu'un « artefact historiographique », « la formule emprunte au raccourci journalistique ». Il fait fi de la dynamique d'un rapport autrement contradictoire entre colons et colonisés.

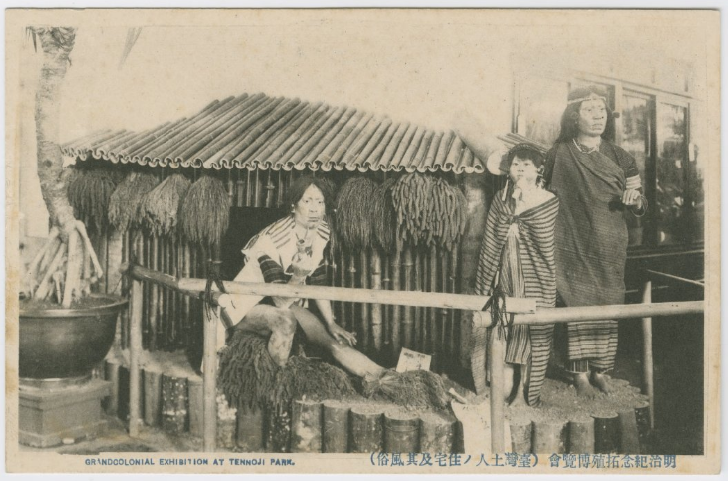
Indigènes de Taïwan lors de l'Exposition coloniale de 1913 au Parc de Tennoji (Osaka).

Le 28 novembre 2013, la télévision nationale japonaise (NHK) a été condamnée à payer 1 000 000 de yens à la fille d'une membre de l'ethnie Paiwan de Taiwan, qui avait été envoyée par le Japon à l'exposition anglo-japonaise de 1910 ; le juge a estimé que l'emploi répété de l'expression « Zoo humain » (人間動物園 (Ningen-Doobutsuen)) dans le programme documentaire Asia no Ittokoku d'avril 2009 était diffamant à l'égard d'elle-même et de sa descendance.

## Historique

### Exhibitions de prestige avant l'époque contemporaine
Le phénomène d'exhibition apparaît dès l'Antiquité. Les Grecs ont leurs « sauvages » et les Égyptiens ramènent des nains du Soudan pour les exhiber.
Le premier « zoo humain », en Amérique, semble avoir été celui de Moctezuma à Mexico, qui, en plus d'exhiber de vastes collections d'animaux, montrait aussi des êtres humains présentant des difformités : albinos, nains, bossus.
Le phénomène de spectacle commence à se développer dans les cours européennes avec les Grandes découvertes. Christophe Colomb ramène en 1492 six Indiens qu'il présente à la cour d'Espagne. En 1550, des Indiens Tupinamba rejouent des scènes de leur vie à Rouen devant Henri II lors de la fête brésilienne, en 1644 des Groenlandais sont enlevés pour être exposés au roi Frédéric III de Danemark. Les ambassadeurs siamois sont présentés comme un spectacle exotique sous Louis XIV en 1686, comme le Tahitien Omai à la cour d'Angleterre en 1774.

### Popularisation et industrialisation à partir duXIXesiècle

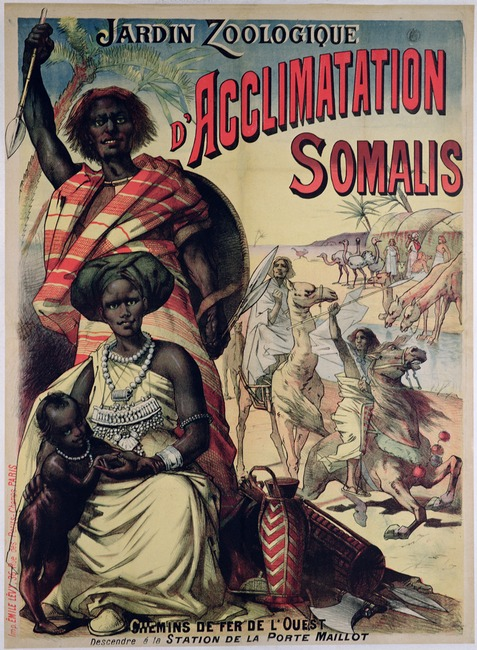
Exposition de Somalis au Jardin d'acclimatation de Paris en 1890.

À partir du XIXe siècle, ces exhibitions ne sont plus réservées aux élites et se démocratisent, devenant extrêmement populaires, sur le modèle des grands spectacles de foire, avec notamment le développement d'attractions calquées sur le plan de la scénographie, sur celui du zoo itinérant des cirques Barnum, puis allant délibérément réinvestir des zoos existants.

#### Éléments de spectacles de cirque
Un des exemples les plus éloquents est Saartjie Baartman, surnommée la « Vénus hottentote », dont l'exposition en 1810 marque un tournant. Le 17 août 1861, l'entreprise montréalaise J.E. Guilbault exhibe au jardin Guilbault, aux limites du faubourg Saint-Laurent, trois membres de la famille Rudolph Lucasie, des Malgaches atteints d'albinisme, tous les jours de 9 h jusqu'à 19 h. Le 6 septembre de l'année suivante, l'entreprise ajoute à son zoo deux filles à la peau blanche et aux cheveux et aux yeux violets nées d'une mère noire et qui ont des frères noirs,,. Des Samoans et des Samis sont exhibés dans des zoos allemands par Carl Hagenbeck en 1874, le pygmée congolais Ota Benga est placé dans le zoo du Bronx en 1906, et des Amérindiens sont employés lors des Wild West Shows; le terme s'applique aussi aux « freak shows » où est notamment exhibé William Henry Johnson.

#### Industrialisation du spectacle colonial

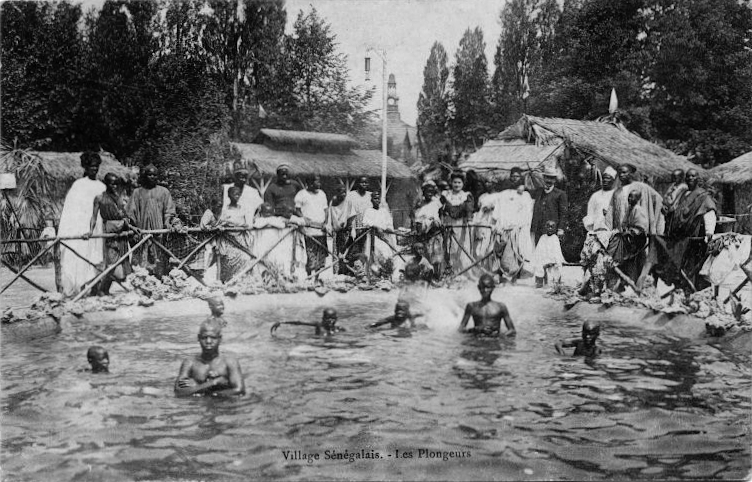
« Village sénégalais » mis en scène lors de l'exposition internationale d'Amiens de 1906.

Une véritable industrie du spectacle se met en place dès cette époque : les impresarios occidentaux (comme Jean-Alfred Vigé et Aimé Bouvier en France) se créent un réseau de recruteurs et chefs de troupes dans les différentes colonies (comme Jean Thiam et Mamadou Seck, sur l'île de Gorée) pour alimenter un marché en forte croissance à la fin du XIXe siècle. Au bout du compte, plus d'un milliard quatre cents millions de visiteurs ont pu voir 35 000 figurants dans le monde, entre 1800 et 1958, depuis les petites manifestations de cirque jusqu'aux grandes expositions coloniales et universelles pouvant mobiliser plusieurs millions de spectateurs, ainsi la grande exposition coloniale de 1907 à Nogent-sur-Marne attire 2,5 millions de visiteurs. L'exotisme laisse alors la place au racialisme, lequel s'appuie sur un discours « scientifique ».
« Si le fait colonial — premier contact de masse entre l'Europe et le reste du monde — induit encore aujourd'hui une relation complexe entre Nous et les Autres ; ces exhibitions en sont le négatif tout aussi prégnant, car composante essentielle du premier contact, ici, entre les Autres et Nous. Un autre importé, exhibé, mesuré, montré, disséqué, spectularisé, scénographié, selon les attentes d'un Occident en quête de certitudes sur son rôle de « guide du monde », de « civilisation supérieure ». Aussi naturellement que le droit de « coloniser », ce droit d'« exhiber » des « exotiques » dans des zoos, des cirques ou des villages se généralise de Hambourg à Paris, de Chicago à Londres, de Milan à Varsovie… »
— « Zoos humains : entre mythe et réalité ».
Un autre exemple est celui des six Inuits que Robert Peary a fait venir à Manhattan sur le bateau de son expédition scientifique, depuis le Groenland, en 1897 : un père et ses enfants, un jeune homme, et deux autres adultes. Ils sont restés quelque temps au Musée américain d'histoire naturelle, où ils étaient étudiés. Les adultes et un des enfants sont morts de tuberculose très peu de temps après - maladie inconnue chez eux. Le squelette du père a été exhibé dans une vitrine. Son fils, Minik Wallace, seul survivant, a tenté d'obtenir la restitution des ossements de son père, en vain.

#### Le goût des occidentaux pour l'exotisme

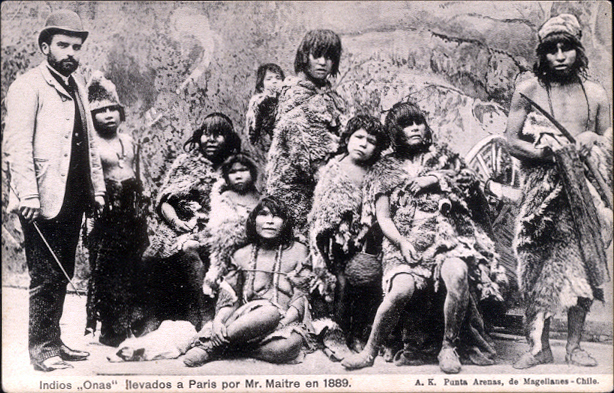
Fuégiens à Paris, 1889.

Les êtres humains exhibés fascinent car ils sont présentés comme étant sauvages, anormaux, extraordinaires, comme ayant des difformités, voire des coutumes comme le cannibalisme que l'on prête à certains. Parmi les Pygmées amenés aux États-Unis par Samuel Verner en 1904, certains ont les dents taillés en pointe. C'est le cas du jeune Ota Benga. Cette coutume du bassin du Congo est interprétée comme la preuve de leur prétendu cannibalisme. Les Fuégiens exposés au jardin d'acclimatation de Paris à partir de 1877 sont également présentés comme des cannibales. Des Tsiganes français sont également exposés tels des animaux pour les habitants parisiens. Le succès est instantané : la fréquentation du jardin double, atteignant cette année-là le million d'entrées.

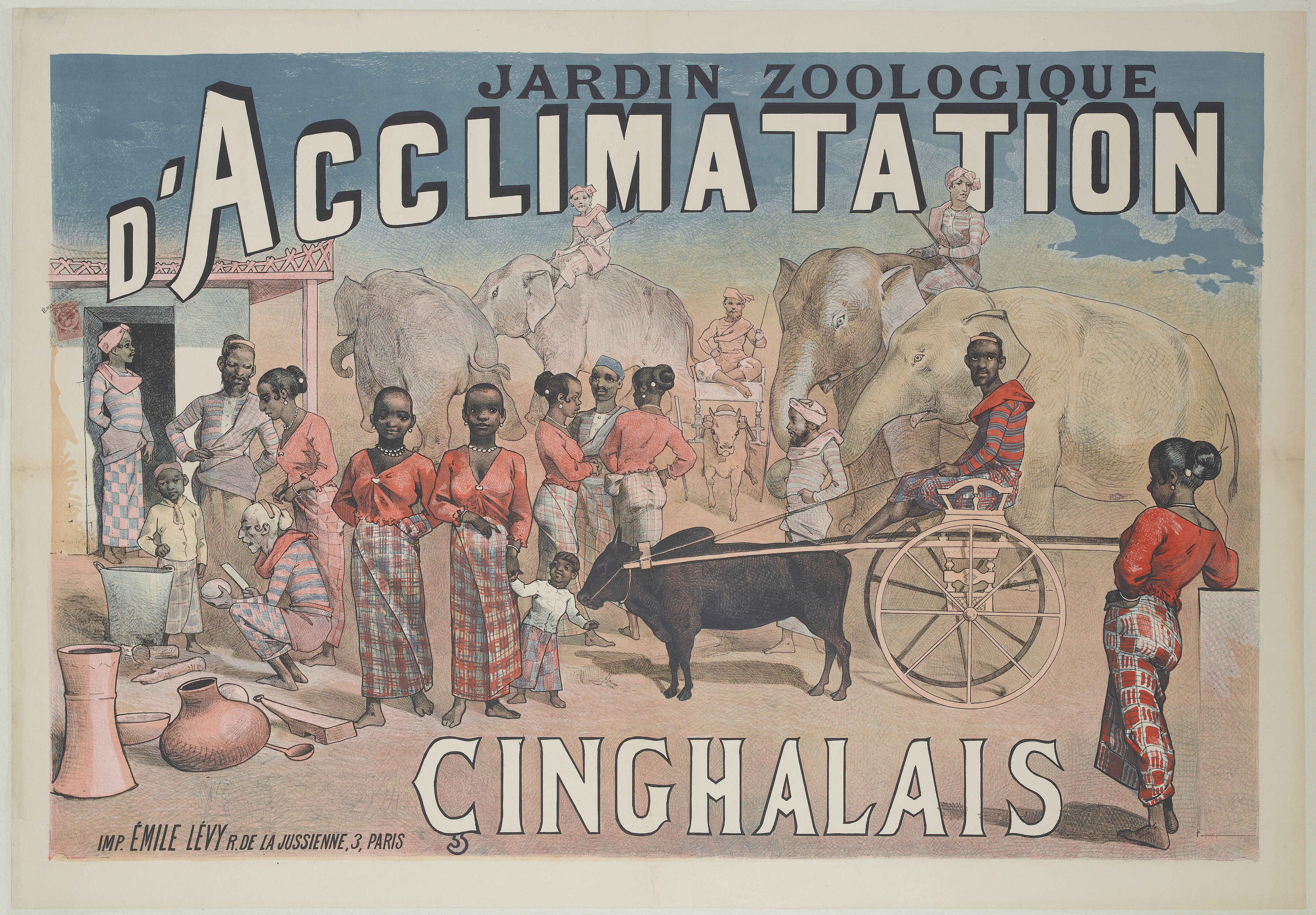
Exposition de Cinghalais au Jardin zoologique d'acclimatation, vers 1883.

Les individus exhibés sont présentés comme des sous-hommes, voire comme des animaux. La mise en scène européenne les oblige à se conduire comme tels puisqu'il leur est interdit de manifester tout signe d'acculturation aussi longtemps qu'ils sont exposés, sous peine d'amende retenue sur leur solde. On les transporte d'exposition en exposition dans des wagons à bestiaux, comme des marchandises, sur lesquelles sont d'ailleurs prélevées des taxes au passage des frontières.
Les zoos humains sont un moyen de démontrer la prétendue supériorité de la civilisation occidentale. Ils auraient ainsi contribué au passage d'un racisme scientifique à un racisme populaire, d'après notamment les travaux de Pascal Blanchard. Mais l'anthropologue Claude Blanckhaert conteste cette hypothèse : « L'idée sous-jacente à cette démonstration […] consiste à dire que le racisme ordinaire est un sous-produit de la zoologie officielle ou que l'homme de la rue est un consommateur passif de savoirs garantis par le corps académique. C'est une thèse discutable. Il faut la démontrer avant de l'imposer ».

#### Évolution du regard des Européens sur les peuples colonisés
Les travaux de plusieurs historiens, notamment ceux de Pascal Blanchard, montrent qu'il y a une évolution du regard porté sur les exhibés après la Première Guerre mondiale. Environ un million d'hommes non-blancs sont venus au front, dans les usines ou dans les champs pendant la Première Guerre mondiale. Cela change le regard sur ces personnes, qu'on ne connaissait jusque là que grâce aux zoos humains. Le sauvage d'hier se transforme en courageux combattant ou en brave travailleur, qui aide à combattre contre plus sauvage que lui : l'Allemand. Après 1918, les personnes exhibées sont beaucoup moins souvent qualifiées de « sauvages ». Ces personnes sont plutôt représentées comme des « indigènes » en voie d'être civilisés. Ce sont tout de même des indigènes, considérés comme inférieurs aux Blancs.

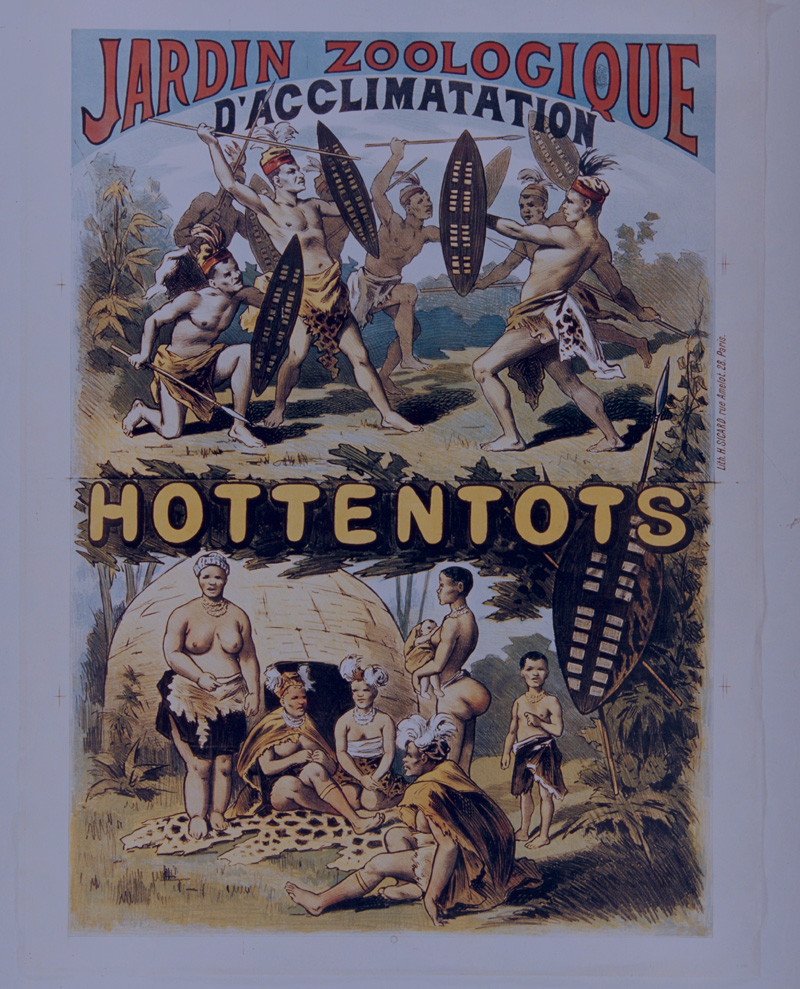
Affiche publicitaire pour un village de Hottentots au Jardin d'acclimatation (Paris, 1877).
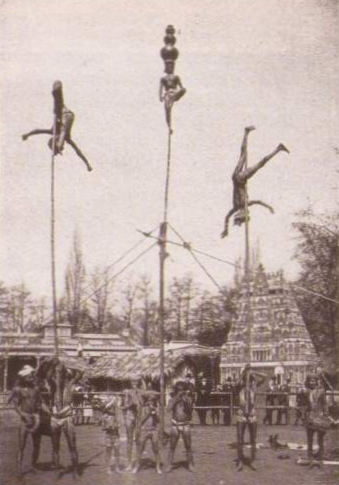
Zoo humain au Tiergarten Nill de Stuttgart, en 1900.
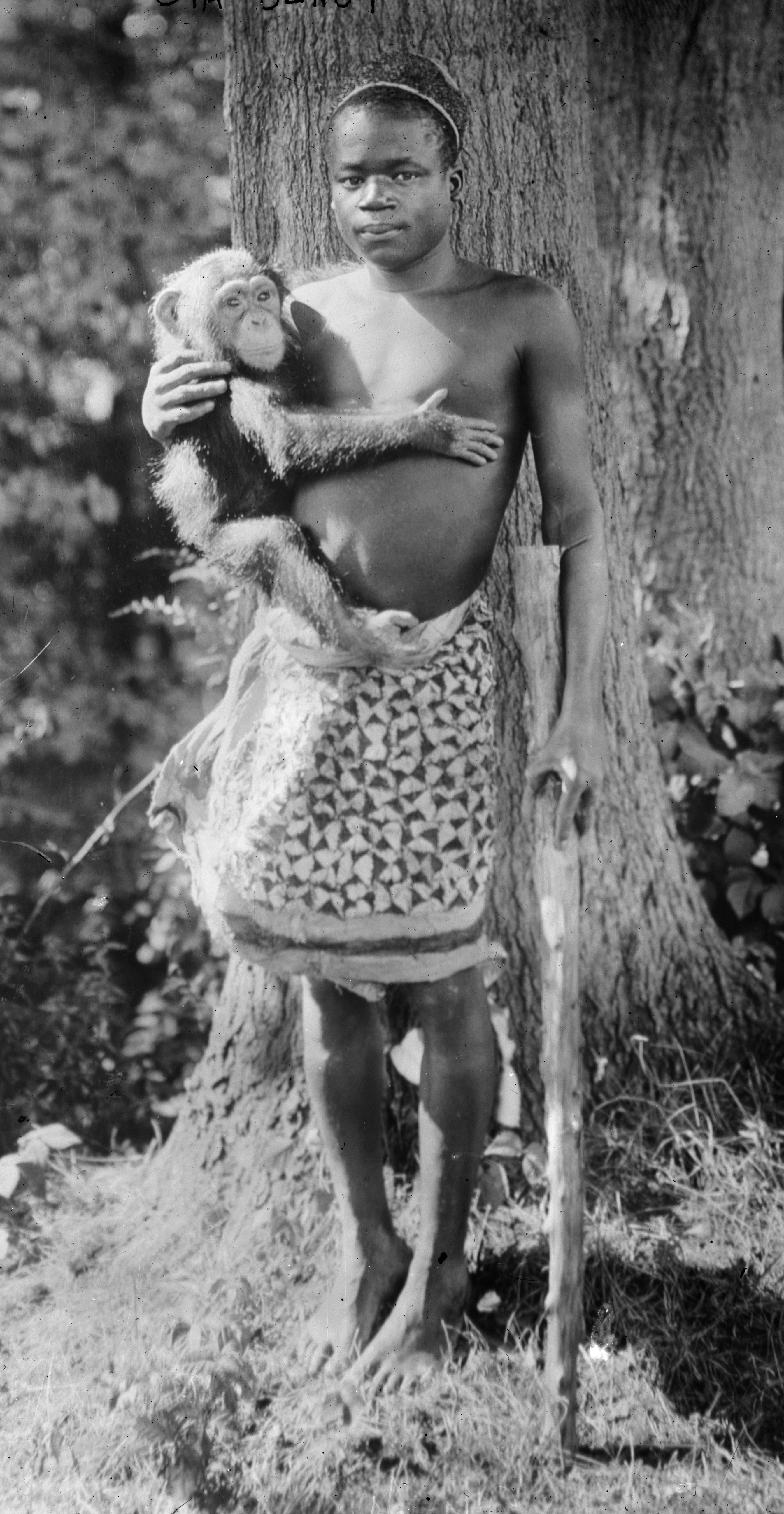
Ota Benga, pygmée congolais exposé au zoo du Bronx de New York en 1906.
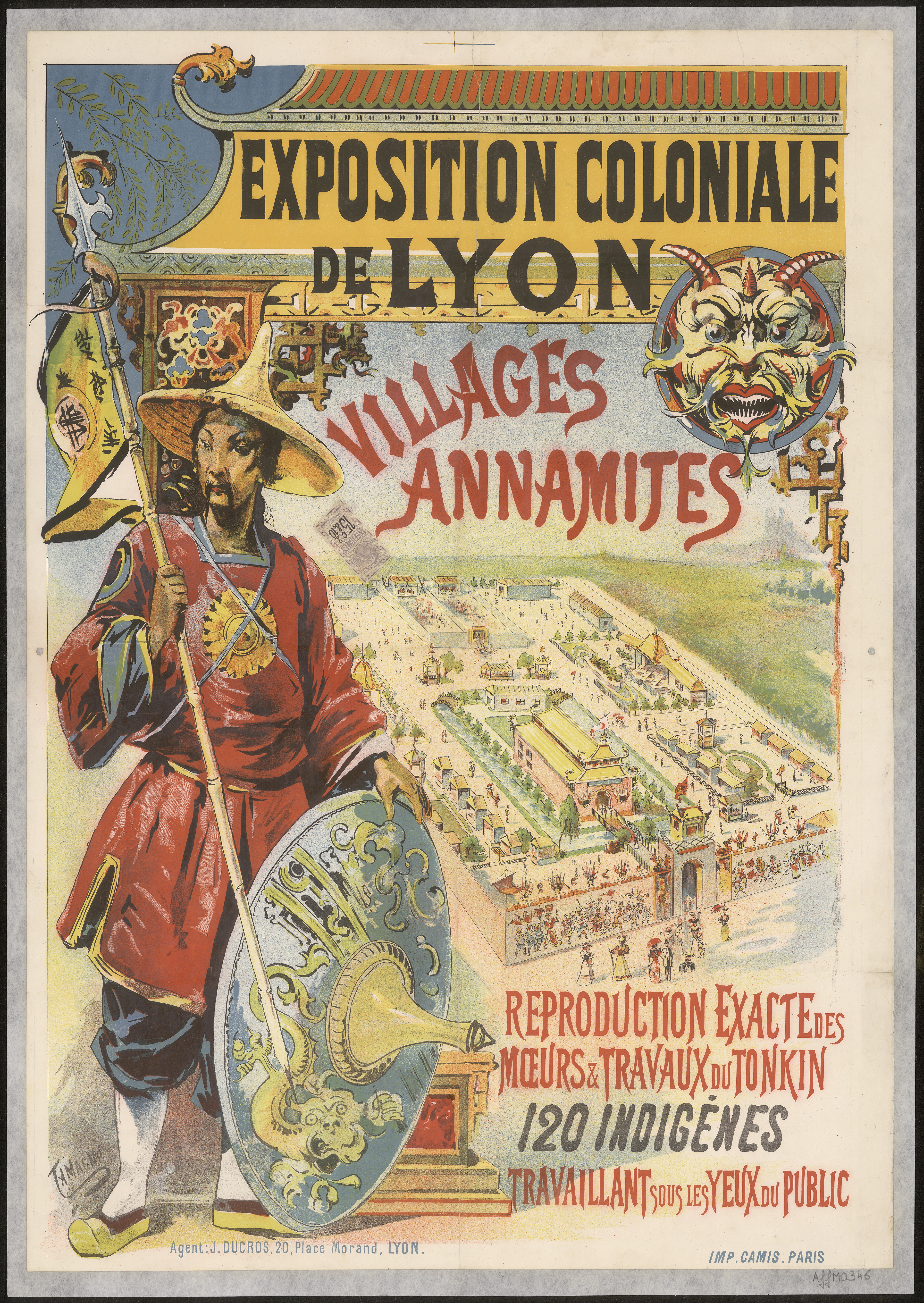
Affiche de l'Exposition universelle, internationale et coloniale de Lyon de 1894, villages annamites (Tamagno).

### Premières critiques
Ces spectacles sont loin de susciter l'unanimité en Occident. Selon Claude Blanckaert, la multiplication des spectacles « anthropozoologiques » souleva des questions éthiques qui furent immédiatement perçues par les contemporains. Parmi les plus hostiles, l'anthropologue Léonce Manouvrier récusait dès 1882 l'expérience qu'on pouvait attendre de l'examen des indigènes parqués au Jardin d'acclimatation. William Schneider montre que l'enseignement attendu des spectacles ethniques devint rapidement « un point de discorde majeur entre les membres de la Société d'Anthropologie » Ainsi, en 1886, la visite au Jardin ne mérite pas une délégation savante.
L'anatomiste français Georges Cuvier, dont les travaux étaient tout à fait conformes aux préjugés racistes de l'époque, juge, en 1800, qu'« il ne nous est pas permis même lorsque nous le pourrions, de sacrifier le bonheur, ni même de violer les volontés de nos semblables pour satisfaire une simple curiosité philosophique ».
Inversement, des démarches sont entreprises en France auprès du ministre de l'Instruction publique par Armand de Quatrefages, Franz Pruner-Bey et Louis Lartet, trois scientifiques monogénistes, modérés et même réputé antiraciste pour le premier d'entre eux, pour soutenir le projet d'exhibition de spécimens vivants des races de la terre lors de l'Exposition universelle de 1867.

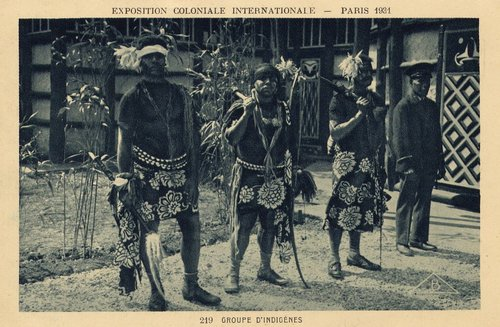
Kanaks exhibés lors de l'Exposition coloniale de 1931 à Paris.

À la suite de l'exposition coloniale de 1931 organisée à Paris, qui montre entre autres des villages indigènes reconstitués (africain, maghrébin, kanak) où leurs habitants sont obligés d'être leurs propres acteurs sous l'œil curieux de millions de visiteurs, des personnalités issues de communautés religieuses et d'organismes sociaux divers se mobilisent et permettent de mettre fin à ces exhibitions que l'on juge malsaines. « Le scandale ne tarda pas à éclater. En ce qui concerne les Kanaks, des plaintes se multiplient, d'abord de la part des Kanaks eux-mêmes, relayées par tous les familiers de la Nouvelle-Calédonie, les hommes d'Église, des Calédoniens de Paris et même une bonne partie des Européens de Nouvelle-Calédonie », parmi lesquels on compte le pasteur Maurice Leenhardt, le père Bazin et les Maristes, puis par la Ligue française pour la défense des droits de l'homme et du citoyen, et par le pasteur Soulier, député de Paris. « La presse politique demeura en revanche à peu près muette, à l'image de L'Humanité ». Il en fut de même pour Le Canard enchaîné.

### Déclin des zoos humains auXXesiècle

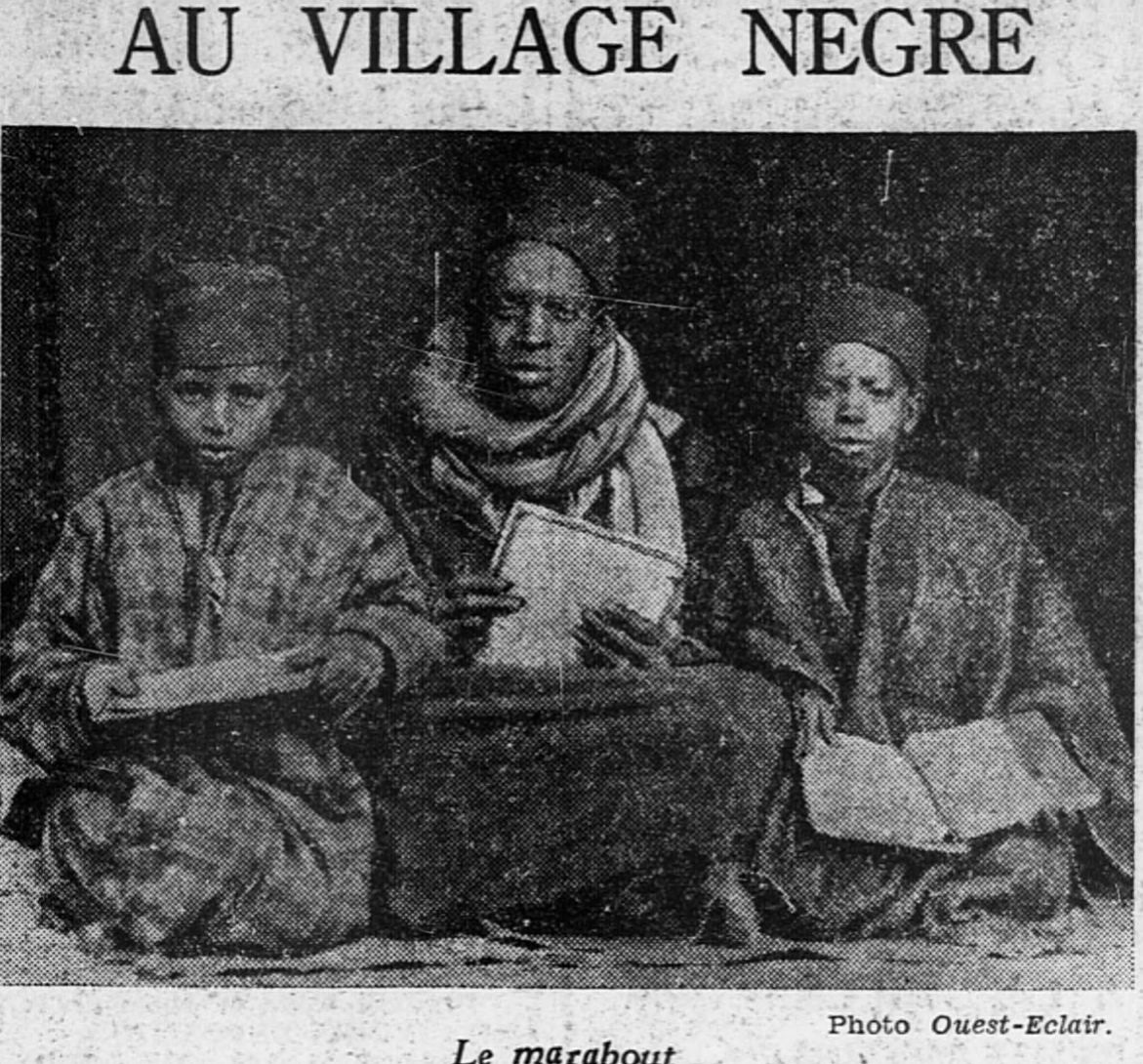
Le « village nègre » sur la place Hoche de Rennes, à la fin avril 1929.

Les zoos humains s'étalent sur une période d'un peu plus de cinquante ans, y compris en province comme en 1925 à Grenoble. Néanmoins, en 1931-1932, on constate une rupture majeure en à peine deux ans. En effet, depuis les années 1920, le public se lasse de ces exhibitions et les autorités publiques souhaitent renouveler la forme de celles-ci. L'essor du cinéma ringardise les zoos humains.
De plus, dans l'entre-deux-guerres, l'Occident veut montrer qu'il a éduqué les colonisés et qu'il a significativement amélioré les conditions de vies dans les colonies (routes, écoles, domaine de la santé, etc.). Ainsi, à la fin des années 1920, les zoos humains commencent à faire tache car ils incarnent l'échec de la mission civilisatrice, ils finissent donc par être interdits par l'administration coloniale. Hubert Lyautey impose ainsi la fin de toute exhibition à caractère racial (à l'instar de l'exhibition des Négresses à plateaux) dans le cadre de l'Exposition coloniale internationale de Paris en 1931.
Malgré tout un public reste avide de ce type d'expositions pleines de stéréotypes humiliants et dégradants pour les populations noires et en 1931 une troupe de Kanaks est recrutée par des imprésarios mal intentionnés qui bernent les Mélanésiens et les obligent à jouer les cannibales au Jardin d'Acclimatation de Paris. De plus, le regard basé sur l'inégalité entre les populations perdure au travers de nouveaux procédés (le cinéma, le théâtre, la photographie, etc.).
Parmi les dernières tournées à caractère ethnographiques soit les dernières tournées présentant des « villages noirs » ou autres populations exotiques, on peut citer les deux dernières présentations d'Hagenbeck (la troupe de Kanaks en 1931 et la troupe Tcherkesse l'année suivante), ou encore les expositions de Bâle, de Stockholm, de Kölen, de Milan ou enfin l'exhibition des « Négresses à plateau Sara-Kaba » de Cologne. Aux États-Unis, les foires telles que le sideshow (en) (ménagerie humaine installée en marge des cirques) et le World Circus Sideshow (en) de Coney Island, freak show où l'exposition de peuples non occidentaux est supplantée par la mise en scène de « monstres », d'« idiots ».
Dès 1934 et jusqu'en 1940, le mouvement néocolonialiste allemand (Deutscher Kolonialismus in der Zeit des Nationalsozialismus), organisé par le Kolonialpolitische Amt (KPA), sous la tutelle du NSDAP, et dont le but principal est de militer en faveur de la restitution des anciennes colonies allemandes confisquées au nom du traité de Versailles en 1919, décision entérinée en 1922, organise à travers toute l'Allemagne nazie une tournée, la Deutsche Afrika-Schau (de). Ce zoo humain est utilisé par la propagande nazie et cherchait à prouver au monde que les Allemands sont capables d'administrer des colonies. La plupart des Afro-allemands embauchés dans cette tournée servaient de figurants, comme Bayume Mohamed Husen, dans ce qu'il convient d'appeler une mascarade,.
L'exposition du monde portugais à Lisbonne en 1940, est probablement l'une des dernières exhibitions humaines à caractère colonial et ethnographique.

### Exhibitions depuis 1945
Les bâtiments de l'Exposition coloniale de Paris de 1931 ont rapidement été rasés, effaçant la trace du dernier grand zoo humain. Ces infrastructures sont bannies de la mémoire collective car elles incarnent la preuve la plus frappante, selon Pascal Blanchard et ses co-auteurs, des mécanismes du racisme populaire en Occident. Restent cependant les spécimens humains conservés par les musées, comme celui de Saartjie Baartman, décédée le 29 décembre 1815 à Paris et dont le corps est restitué à l'Afrique du Sud en 2002.
Des événements rappelant les zoos humains apparaissent cependant ponctuellement après 1945.
Un village congolais est ainsi reconstitué et montré à Bruxelles lors de l'Exposition universelle de 1958 ; certains visiteurs ayant jeté des bananes aux figurants, ceux-ci décidèrent de partir.
En 1994, le parc zoologique de Port-Saint-Père, près de Nantes, en France, a essayé d'ouvrir un village africain avec hommes et femmes qui devaient, par contrat, être torse nu quand la température le permettait. Sponsorisé par la société Biscuiterie Saint-Michel, pour faire la promotion de sa marque de gâteaux Bamboula (aujourd'hui disparue), le village de la Côte d'Ivoire reconstitué à Port-Saint-Père prit la dénomination de « Village de Bamboula », avec un personnage au même nom, une attraction destinée à des enfants,. Une levée de boucliers mit fin à ce projet dont il ne resta plus, dans le parc, qu'un « village africain » dans les cases duquel on a pu voir pendant des années des reptiles et des oiseaux.
Des artistes cherchent à choquer en reproduisant les zoos humains, comme la Cubaine Coco Fusco (en) au début des années 1990, mais, selon Blanchard et al., l'indifférence des visiteurs laisse penser que les zoos humains ne choquaient toujours pas à cette époque.
Depuis 1999, avec entre autres l'émission Big Brother, la télévision est devenue le principal vecteur de création de zoos humains contemporains : c'est la thèse que défendent des chercheurs comme Nicolas Bancel, avec son équipe, mais aussi Olivier Razac. Le principe de ces téléréalités est d'enfermer un groupe d'hommes et de femmes observés en direct par le biais des caméras d'une chaîne de télévision. Les « acteurs » de ces shows sont le plus souvent des jeunes peu éduqués, issus de régions ou de milieux « stigmatisés »,.
En 2002, un village pygmée est exposé dans un parc animalier à Yvoir (Belgique). L'opération se voulait humanitaire : récolter des fonds pour construire des puits, des dispensaires et des écoles au sud du Cameroun. Le Centre pour l'égalité des chances y a vu une manifestation de mauvais goût sans intention raciste.
Un village africain a été ouvert dans le zoo d'Augsbourg en Allemagne en juillet 2005. Quelques journaux locaux protestent mais la directrice du zoo vante l'ouverture au monde que provoquerait cette exposition pour les petits Allemands.
Dans l'archipel d'Andaman (Inde), le contact établi avec la tribu isolée des Jarawa à la fin du XXe siècle a abouti à la perte de leurs connaissances ancestrales, alors qu'ils restent maintenus à la marge de la société, « piégés dans le cercle vicieux de la mendicité, du vol et de vexations diverses. » Exploités sexuellement, vulnérables aux ravages de l'alcool, ils servent d'attraction touristique pour des safaris humains. De manière récurrente, des touristes leur lancent des bananes ou des sucreries depuis leurs véhicules et leur ordonnent de danser.
Pendant quatre jours (du 26 au 29 août 2005), le zoo de Londres a accueilli des pensionnaires humains sur la montagne aux ours. Cette initiative visait à prouver « l'appartenance de l'homme au genre animal » et à « montrer que sa prolifération est un véritable fléau pour les autres espèces »,.
En 2007, des Pygmées ont été hébergés dans le zoo de Brazzaville pour le festival de musique panafricaine.
Un « zoo humain » ouvert en 2008 en Thaïlande présente des membres de l'ethnie karen et notamment les femmes Padaung, vulgairement appelées « femmes-girafes » par une certaine presse.
En Chine, près de Kunming, a été ouvert en 2009 un parc à thème, le Royaume des petites personnes, présentant des performances artistiques et comiques réalisées par des personnes de petite taille. Ce parc a été critiqué par plusieurs organisations, dont Little People of America (en) et Handicap International. Les critiques affirment que le parc ressemble à un zoo humain et isole les handicapés du reste de la société.
En 2014, Brett Bailey présente Exhibit B, une série de tableaux vivants qui évoquent les zoos humains. L'installation-performance de l'artiste sud-africain, qui tourna dans plus de 15 pays européens, a entraîné à Londres puis à Paris une polémique, certaines personnes jugeant l'œuvre raciste et déshumanisante,.

#### Monographies
- Nicolas Bancel (dir.), Pascal Blanchard (dir.), Gilles Boëtsch (dir.), Éric Deroo (dir.) et Sandrine Lemaire (dir.), Zoos humains : Au temps des exhibitions humaines, Paris, La Découverte, coll. « Poche/Sciences humaines et sociales », 2004, 490 p. (lire en ligne)
- Exhibitions : L'invention du sauvage, sous la direction de Pascal Blanchard, Gilles Boëtsch et Nanette Jacomijn Snoep, Actes Sud / Musée du Quai Branly, Paris, 2011  (ISBN 978-2-330-00260-2)
- Nicolas Bancel (dir.), Pascal Blanchard (dir.), Gilles Boëtsch (dir.) et Sandrine Lemaire (dir.), Zoos humains et exhibitions coloniales : 150 ans d'inventions de l'Autre (réédition), Paris, La Découverte, 2011, 604 p. (ISBN 978-2707169976, lire en ligne).
- Didier Daeninckx, Cannibale, 1998  (ISBN 2070408833)
- Catherine Hodeir et Michel Pierre, L'Exposition Coloniale, Paris 1931, Paris-Bruxelles, Complexe, 1991 ; Édition réactualisée, Paris, Editions André Versaille, 2011  (ISBN 978-2-87495-164-0)

#### Chapitres et articles
- Nicolas Bancel, « Et la race devint spectacle. Généalogies du zoo humain en Europe et aux États-Unis (1842-1913) : L'Héritage colonial, un trou de mémoire. », dans Nicolas Bancel et Thomas David et Dominic Thomas (dir.), L'Invention de la race : Des représentations scientifiques aux exhibitions populaires, Paris, La Découverte, coll. « Recherches », 2014 (lire en ligne), p. 315-330
- Pascal Blanchard, « Le zoo humain, une longue tradition française », Hommes et Migrations, no 1228 « L'héritage colonial, un trou de mémoire »,‎ novembre-décembre 2000, p. 44-50 (lire en ligne)
- Pascal Blanchard, « Regard sur l'affiche : Des zoos humains aux expositions coloniales », Corps, no 4,‎ 2008, p. 111-128 (lire en ligne)
- Claude Blanckaert, Spectacles ethniques et culture de masse au temps des colonies, Revue d'Histoire des Sciences Humaines, 2002/2 (no 7), pp. 223-232
- (en) Catherine Hodeir, “Human Exhibitions at World's Fairs: Between Scientific Categorization and Exoticism? The French Colonial Presence at Midway Plaisance, World's Columbian Exposition, Chicago, 1893”, Nicolas Bancel, Thomas David and Dominic Thomas (ed), The Invention of Race, Scientific and Popular Representations, New York and London, Routledge, 2014,  (ISBN 978-0-415-74393-8)
- (en) Catherine Hodeir, "Decentering the Gaze at French Colonial Exhibitions", Paul S.Landau and Deborah D.Kaspin (ed.), Images and Empires, Visuality in Colonial and Postcolonial Africa, Berkeley, Los Angeles, London, University of California Press, 2002,  (ISBN 0-520-22949-5)
- Sandrine Lemaire et Pascal Blanchard, « Exhibitions, expositions, médiatisation et colonies », dans Culture coloniale 1871-1931, Paris, Autrement, coll. « Mémoire/Histoire », 2003 (lire en ligne), p. 43-53
- Hilke Thode-Arora, « Hagenbeck et les tournées européennes : L'Élaboration du zoo humain », dans Nicolas Bancel et al. (dir.), Zoos humains et Exhibitions coloniales : 150 ans d'inventions de l'Autre, Paris, La Découverte, 2011 (lire en ligne), p. 150-159

#### Liens web
- Nicolas Bancel, Pascal Blanchard et Sandrine Lemaire, « Ces zoos humains de la République coloniale : Des exhibitions racistes qui fascinaient les Européens », Le Monde diplomatique, août 2000 (consulté le 8 juin 2024), p. 16-17
- Pascal Blanchard et Olivier Barlet, « Les "zoos humains" sont-ils de retour ? », Le Monde, 27 juin 2005 (consulté le 8 juin 2024)
- Charline Zeitoun, « À l'époque des zoos humains », sur CNRS Le journal, 25 août 2015 (consulté le 8 juin 2024)

#### Vidéographie
- Zoos humains de Pascal Blanchard et Éric Deroo, 2002, 52 min
- Calafate, Zoologicos Humanos de Hans Mülchi, 2011, 96 min
- Sauvages, au cœurs des Zoos Humains de Bruno Victor-Pujebet et Pascal Blanchard, 2017, 90 min
- (en) Trapped in a Human Zoo de Guillaume Rondot, 2015, 60 min